# Gauliga Schlesien 1936/37

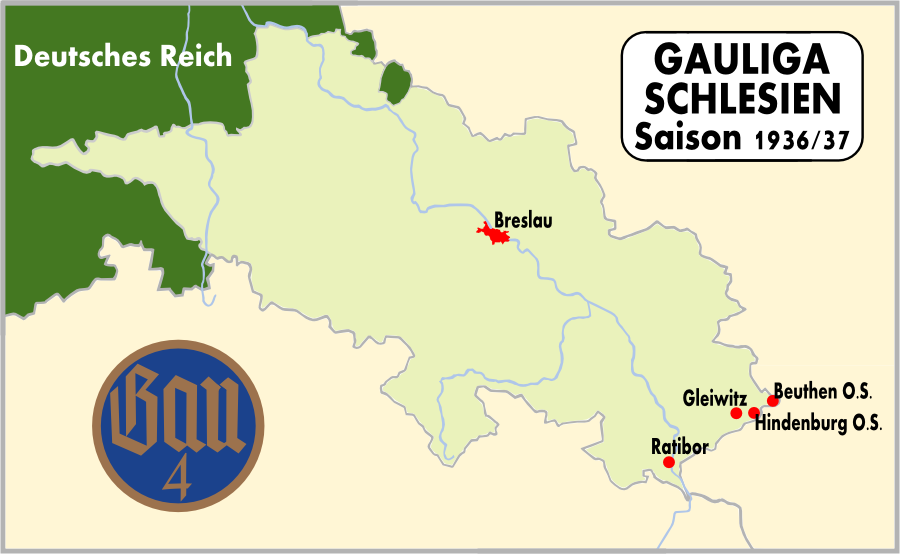
Plaatsen waar de Gauliga Schlesien 1936/37 gespeeld werd

De Gauliga Schlesien 1936/37 was het vierde voetbalkampioenschap van de Gauliga Schlesien. Beuthener SuSV 09 werd kampioen en plaatste zich voor de eindronde om de Duitse landstitel, waar de club laatste werd in de groepsfase.

## Eindstand
| Plaats | Club                    | Wed. | W  | G | V  | Saldo | Ptn   |
| ------ | ----------------------- | ---- | -- | - | -- | ----- | ----- |
| 1.     | Beuthener SuSV 09       | 18   | 10 | 4 | 4  | 46:24 | 24:12 |
| 2.     | Vorwärts-RaSpo Gleiwitz | 18   | 9  | 4 | 5  | 47:27 | 22:14 |
| 3.     | Breslauer SpVg 02       | 18   | 9  | 4 | 5  | 43:27 | 22:14 |
| 4.     | Breslauer FV 06         | 18   | 10 | 1 | 7  | 46:45 | 21:15 |
| 5.     | Reichsbahn-SV Gleiwitz  | 18   | 8  | 4 | 6  | 35:46 | 20:16 |
| 6.     | SC Preußen Hindenburg   | 18   | 6  | 4 | 8  | 27:29 | 16:20 |
| 7.     | SC Vorwärts Breslau     | 18   | 6  | 3 | 9  | 39:51 | 15:21 |
| 8.     | SC Hertha Breslau       | 18   | 5  | 5 | 8  | 32:42 | 15:21 |
| 9.     | VfB 1910 Gleiwitz       | 18   | 5  | 3 | 10 | 35:49 | 13:23 |
| 10.    | SpVgg Ratibor 03        | 18   | 5  | 2 | 11 | 39:49 | 12:24 |

|  | Kampioen   |
|  | Degradatie |

## Promotie-eindronde
| Plaats | Club                   | Wed. | W | G | V | Saldo | Ptn.  |
| ------ | ---------------------- | ---- | - | - | - | ----- | ----- |
| 1.     | Sportfreunde Klausberg | 4    | 2 | 1 | 1 | 09:05 | 05:03 |
| 2.     | SV 33 Klettendorf      | 4    | 2 | 0 | 2 | 07:11 | 04:04 |
| 3.     | VfB Liegnitz           | 4    | 1 | 1 | 2 | 06:06 | 03:05 |

|  | Promotie |